# Бондач Іван Афанасійович
Бондач Іван Афанасійович (псевдо:Залізняк, Юрко; 1915, Буяни, Луцький район, Волинська область – 28 лютого 1945, с. Садівські Дубини, Локачинський район, Волинська область) – референт СБ Луцького надрайонного проводу ОУН, Лицар Бронзового хреста заслуги УПА.

## Життєпис
Член ОУН із 1939 р. У роки першої більшовицької окупації перебував у підпіллі ОУН. Стрілець боївки Луцького районного проводу ОУН (літо 1941 – 1942), вишкільний військовик Луцького районного проводу ОУН (1942-?), референт СБ Луцького надрайонного проводу ОУН (?-02.1945). 
Загинув у бою з оперативно-військовою групою НКВС. 
Відзначений Бронзовим хрестом заслуги УПА (11.10.1945). 

## Вшанування пам'яті
1.12.2017 р. від імені Координаційної ради з вшанування пам’яті нагороджених Лицарів ОУН і УПА у м. Луцьку нагорода передана Тетяні Жичук, племінниці Івана Бондача – «Юрка».